# ドS刑事シリーズ
『ドS刑事シリーズ』（ドエスでかシリーズ）は、七尾与史による日本の推理小説（ユーモアミステリー）のシリーズである。殺人現場で「死体に萌える」ばかりのやる気ゼロな美人刑事・黒井マヤが数々の現場で暴れ、事件を引っかき回す。
2015年、『ドS刑事』のタイトルでテレビドラマ化された。

## 概要
著者の初のシリーズ作品。これまでの作品は全て文庫本だったが、初めてハードカバーでの発売となった。1作目の『ドS刑事 風が吹けば桶屋が儲かる殺人事件』は本屋大賞2012の35位にランクインし、発行部数は10万部を超え、2作目の『ドS刑事 朱に交われば赤くなる殺人事件』も4万部を超えるベストセラーとなっている。2020年11月時点でシリーズ累計発行部数は60万部を突破している。
表紙のイラストはワカマツカオリが手がけているが、著者の七尾はそのイラストを見て、「もしこのシリーズが映画化されるなら黒井マヤは栗山千明、代官山は堺雅人のイメージ」と話し、「ドM刑事の浜田は濱田岳。実はそれを意識して名前をつけました。」と明かしている。
2015年9月、JTが運営するWEBサイト「ちょっと一服ひろば」で浜田学を主人公としたスピンオフ作品『哀愁のドM刑事』（全5話）が公開された。

## 登場人物
黒井マヤ
警視庁捜査一課殺人犯捜査第三係 → 静岡県警捜査一課 → 警視庁捜査一課殺人犯捜査第三係。階級は巡査部長。25歳。
日本人形を思わせる切れ長の瞳に通った鼻筋、艶やかな漆黒の長い髪と、白磁を思わせる滑らかな肌の美人刑事。千里眼の持ち主で誰よりも早く事件の真相を突き止める。しかし、その本性は極めて冷酷無慈悲で正義感ゼロ、傍若無人かつ高飛車であり、刑事になった経緯も「死体が見たいから」という理由からである。殺人現場マニアであり、凶器や遺留品から被害者の指や耳や折れた歯など色々な物をコレクションしたり、死体に点数をつけたりする猟奇的趣味を持つ。たとえ真相が分かっても現場を見たいがために犯人を見逃し、決して解決するまで真相を口外しない。また、犯人のコンプレックスや幼少期のトラウマを執拗にあぶり出し、全人格を否定するようなサディスティックな言動でなじったりもする。年下や格下には特に横暴に接し、幼い子供にも一切容赦しない。ダリオ・アルジェントの大ファン。携帯電話の着信音は『サスペリア』のテーマ。コーヒーはブラック派。
代官山脩介
浜松中部警察署強行犯係 → 警視庁捜査一課殺人犯捜査第三係。階級は巡査。33歳。
本シリーズの実質的な主役。一人称は僕、俺。マヤからは初対面時から「代官様」とあだ名を付けられ、いつしか他の刑事からも呼ばれるようになった、なかなかの「イケメン」。上司からはマヤをグレース・ケリーやオードリー・ヘプバーンだと思ってわがままを全面的に受け入れるよう厳命され、ダリオ・アルジェントのDVD鑑賞に付き合わされたりなど、傍若無人なマヤの行動に翻弄されている。
人一倍正義感が強いが、それだけが売り。「マヤの推理したことを推理することが仕事」というとおり、極秘に単独捜査を行い、真相を口外しないマヤの行動を推理することで事件の真相に迫っていく。コーヒーはミルクたっぷりのカフェオレしか飲めない。
浜田学
警視庁捜査一課殺人犯捜査第三係。階級は警部補。23歳。
シリーズ第2作『朱に交われば赤くなる殺人事件（クイズ王殺人事件）』で初登場。すべすべした頬にそばかすが広がり、純粋でつぶらな瞳が特徴の青年。大きすぎて身体に合わないバーバリーのトレンチコートを着ている。東京大学法学部卒業のエリート。しかし、現場で被害者の顔に嘔吐する、足を引っ掛けて転ぶ、尋問中に容疑者に凄まれて泣き出す、凶器のナイフを洗うなど、ありえない行動を取ってしまう。マヤを「姫様」呼ばわりし、全人格を否定するような言動で非難されたり、額が割れるほどのデコピンを食らったりしているが、本人はそれさえもありがたく思うほどのドM体質。「クイズ王殺人事件」では犯人ともみ合い、マンション9階のベランダから転落して心肺停止（幽体離脱までしている）、全身複雑骨折、内臓がグチャグチャな状態から生還するという不死身の体質でもある。
渋谷浩介
警察庁捜査一課第三係の係長。
飯島昭利
浜松中部警察署強行犯係。階級は警部補。57歳。
正義感が強く、若手からの信望も厚い。面倒見がよく気さくな性格。
神田輝明
静岡県警捜査一課所属。階級は警部。
昭和の銀幕スターを思わせるシャープな目鼻立ちで若い女性に人気がある。経験豊富な捜査員としてその実力は代官山や飯島も十分に認めている。
ダンディな見た目に対し、実は無類のアニメオタクで、『機動戦士ガンダム』や『SLAM DUNK』などの台詞を言い出したり、『プリキュア』のネクタイをしたり、「痛車」を走らせているのを目撃されていたりしている。
黒井篤郎
警察庁次長にして、黒井マヤの父親。ガマガエルを思わせる体型とニキビ痕の広がる顔をしている。
マヤを溺愛するあまり、娘の猟奇行動を批判したり、楯突いたりする刑事に対しては、強権を発動して僻地に飛ばすことをいとわない。

## シリーズ一覧
- ドS刑事 風が吹けば桶屋が儲かる殺人事件
  - 単行本：2011年8月3日発売、幻冬舎、ISBN 978-4-344-02032-0
  - 文庫：2013年4月10日発売、幻冬舎文庫、ISBN 978-4-344-42006-9
- ドS刑事 朱に交われば赤くなる殺人事件
  - 単行本：2012年4月23日発売、幻冬舎、ISBN 978-4-344-02169-3
  - 文庫：2013年8月1日発売、幻冬舎文庫、ISBN 978-4-344-42071-7
- ドS刑事 三つ子の魂百まで殺人事件
  - 単行本：2013年8月9日発売、幻冬舎、ISBN 978-4-344-02436-6
  - 文庫：2014年8月7日発売、幻冬舎文庫、ISBN 978-4-344-42236-0
- ドS刑事 桃栗三年柿八年殺人事件
  - 単行本：2015年4月9日発売、幻冬舎、ISBN 978-4-344-02748-0
  - 文庫：2016年12月6日発売、幻冬舎文庫、ISBN 978-4-344-42552-1
- ドS刑事 さわらぬ神に祟りなし殺人事件
  - 単行本：2017年3月16日発売、幻冬舎、ISBN 978-4-344-03090-9
  - 文庫：2019年8月6日発売、幻冬舎文庫、ISBN 978-4-344-42886-7
- ドS刑事 井の中の蛙大海を知らず殺人事件
  - 単行本：2019年3月15日発売、幻冬舎、ISBN 978-4-344-03442-6
  - 文庫：2021年4月8日発売、幻冬舎文庫、ISBN 978-4-344-43076-1
- ドS刑事 二度あることは三度ある殺人事件
  - 単行本：2020年11月26日発売、幻冬舎、ISBN 978-4-344-03710-6
  - 文庫：2022年10月6日発売、幻冬舎文庫、ISBN 978-4-34-443237-6
- ドS刑事 事実は小説よりも奇なり殺人事件
  - 単行本：2023年3月29日発売、幻冬舎、ISBN 978-4-34-404086-1
  - 文庫：2025年4月10日発売、幻冬舎文庫、ISBN 978-4-34-443464-6

## テレビドラマ
『ドS刑事』（ドエスでか）のタイトルで2015年4月11日から6月20日まで毎週土曜日21時 - 21時54分に、日本テレビ系の「土曜ドラマ」枠で放送された。主演は多部未華子。
多部は役作りのため、監督曰く映画『レオン』のイメージで前髪ぱっつんのボブスタイルに髪型を変え、映画『スター・ウォーズ』のダース・ベイダーのイメージで黒のパーカーに黒のコートを合わせるファッションに挑戦している。

### キャスト
詳細な人物設定は原作の登場人物を参照。本項ではドラマ独自の人物設定を記載する。

#### 川崎青空警察署刑事一課強行犯捜査係
黒井マヤ〈25〉
演 - 多部未華子
本作の主役。着任したばかりの巡査部長。父は警察庁次長の黒井篤郎警視監。いつも「強力接着剤S」をポケットに入れている。研三郎からは「マヤヤ」と呼ばれている。
刑事を志した理由は「犯人をいたぶりたいから」 と公言しており、犯人の恥ずかしい過去を暴露して精神的に追い詰めるのを好む。往生際の悪い犯人を逮捕するときは鞭を使う。ボウリングはかなり苦手。「バッカじゃないの?」、「代官様、行くわよ!!」「ファイト!!」が口癖。「臨時捜査会議」と題して代官山と共に公園の回転遊具に乗り事件の捜査状況を振り返った後右脳が働き、事件解決に至るというのが毎回定番となっている。
原作における「遺体マニア」の要素は削除されている。性格面に関しては高圧的で他人を見下した所はあるものの原作ほど破綻した人格ではなく、ある程度は真っ当な感情を有している。
代官山脩介〈29〉
演 - 大倉忠義
巡査。青空みなみ交番勤務から、マヤが抜擢し、バディを組む。一人称は私。1985年6月17日生まれ。　父とは死別していて、理容室を営む母と妹との3人暮らし。一課では「代官様」（マヤ命名）と呼ばれている。何かに気づいた時に「えー」「あー」と大きい声で叫ぶ癖を持つ。高所恐怖症。へたれな一面があり、マヤに良いようにこき使われている。また、暗所恐怖症でもある為、暗い場所を歩く時に「どんぐりころころ」を歌う癖がある。
不二子からは「代官山巡査」、有栖川からは「代官」「お代官」と呼ばれている。
白金不二子〈39 → 40〉
演 - 吉田羊
課長。階級は警部。現在禁煙中。基本的に丁寧な言葉で話すが、時折博多弁を話すことがある。
エビを食べると頭が冴えるらしい。
浜田宗一郎〈24〉
演 - 八乙女光
巡査。マヤの振る舞いを見て、自分もあんな風に虐げられたいと思い、ドMになる。
中根昌信〈37〉
演 - 中村靖日
巡査。クールでマイペース。3人の姉がいる為、ガールズトークは得意。
有栖川恒夫〈45〉
演 - 勝村政信
係長。階級は警部補。いつも白金課長に判断を仰いでいる優柔不断な性格。ピンク・レディーの元ファンクラブ会員。最近では気の小さい面が目立つ為、代官山から「ちょっとごめんね」と言われる等、軽く見られている。意外に銃の腕前は良く、警察学校で唯一1番になった事がある。
近藤徳二〈58〉
演 - 伊武雅刀
巡査部長。定年間近。柔道の達人。基本的に大らかな性格だが怒ると怖い。不二子とベンチで共にコーヒーを飲みながら語る事が多い。中華屋ケンちゃんとは長い付き合いであり、非行少年であった彼を更生させた過去がある。

#### その他
由良文男
演 - 石井正則
マヤの情報屋。登場する度に服装、職業が毎回異なる。情報提供料としてお金を渡すと、必ず領収証を渡す。
乾研三郎〈38〉
演 - ミッツ・マングローブ
京浜医科大学医学部の法医学准教授。いわゆる女装男子。白衣の下は派手な服。愛称は「ケンケン」。代官山を「ファニーフェイスの坊や」と呼び、気に入っている。
代官山かおり〈23〉
演 - 瀬戸さおり
脩介の妹。母の「BARBER 代官山」を手伝っている。兄の事は尻に敷いているが、優しい性格を尊敬している。
ケンちゃん
演 - 菅裕輔
中華料理「来来軒」の従業員。「チーッス」の掛け声とともに捜査一課に出前する。言動が軽薄で捜査係の面々から疎ましく思われている。昔は不良だったが近藤のお陰で更生できた、と恩義を感じている。
代官山啓子〈53〉
演 - 岸本加世子
脩介・かおりの母。理容院「BARBER 代官山」を営んでいる。夫は既に亡くなっている。実はマヤの父・篤郎は昔の交際相手。

#### ゲスト

##### 第1話
五十嵐
演 - 矢柴俊博
御浜信用金庫、副支店長。実は女装バー「ハニービーンズ倶楽部」の常連で、そこではユリアと名乗っている。
田中
演 - 波岡一喜
ビルの5階にあるフィギュア店に店員を人質にして立て籠もる。その理由は、1体だけ特別販売の「永遠のびちびち17才 末永みらい」の人形を買えなかったため。
老婆
演 - 森康子
シニアカーを押しながら歩く老婆。交番勤務の代官山に歩道橋を上るのを助けられる。
警察署長
演 - 山上賢治（第2話）
川崎青空警察署 署長。
青山真一郎〈34〉
演 - 小林健一
警備会社「久津和セキュリティー」元社員。御浜信用金庫に勤務していた。現在は無職。
前原雄一〈23〉
演 - 川原一馬
青山の遺体発見現場をたまり場にしていた不良グループのリーダー。傷害罪の前科がある。
店主
演 - 剛州
工具店 店主。
麗子
演 - 丸若薫
脩介の潜入捜査先の女装バー、「ハニービーンズ倶楽部」の女装店員。
女装客
演 - 矢崎まなぶ
「ハニービーンズ倶楽部」の女装客。
久野静香
演 - 本人（日本テレビアナウンサー、第3話）
立て籠もり事件を現場からレポートするレポーター。

##### 第2話
福本浩二
演 - ダンカン
婚活パーティーを主催する「ハッピーマニア」代表。
会長
演 - 徳井優
暴力団「関東御子柴会」会長。関東御子柴会の総本部に居住。
暴力団員
演 - 小峠英二（バイきんぐ）
カツラの下に覚醒剤を隠しているところを逮捕される。薬の売人。
江沢タモツ〈32〉
演 - 光宣
「関東御子柴会」構成員。荒木とトラブルになっていた。
大家
演 - 川俣しのぶ
荒木が住んでいたアパートの大家。
荒木弘文〈32〉
演 - 中村憲刀
佐々木を恐喝していた暴力団「関東御子柴会」元構成員。アパートに放火され恋人の宮坂と共に死亡する。
宮坂由衣〈23〉
演 - 西田麻衣
荒木の恋人。婚活パーティーでカモを見つけては美人局をしていた。
佐々木佑哉
演 - ナカムラユーキ（第3話）
婚活パーティーに参加していた男性。パーティーで宮坂と仲良くなり、荒木から120万円を脅し取られていた。結婚詐欺師。
望月徹
演 - 師岡広明
マヤに声をかける婚活パーティー参加者。
男性
演 - 金子岳憲
婚活パーティー参加者。
講師
演 - 村松恭子
江沢が通っている料理教室の講師。
大学生
演 - 中根大樹

##### 第3話
西川英俊〈28〉
演 - 相馬圭祐
ビルの作業員。半年前、「ライフホワイト損保会社」勤務時代に、公園近くの道路に泥酔して出たため大渋滞を起こしている。そのせいで公園で怪我をした男児を助ける為の救急車の到着が遅れた。
神宮司尚義
演 - 若松力
「神宮司デンタルラボ」歯科技工士。西川の学生時代の先輩で、半年前彼を泥酔させた。
岩波哲夫
演 - 迫英雄
歯科医。神宮寺の顧客。
上原伸子〈39〉
演 - 丸山優子
「セントラル楽器」OL。松浦の部下。結婚を餌に佐々木に2千万円騙し取られている。
松浦健一郎
演 - 小村裕次郎
「セントラル楽器」社員。上原の上司。
九条保奈美
演 - 藤井沙央理
「セントラル楽器」OL。上原にパワハラされている。実は松浦と不倫している。
記者
演 - 川名陽介、高橋里英
上原の死亡後、白金を問い詰める記者たち。
前園時枝
演 - 中尾ミエ
人形作家。工房「ドワーフの森」を営んでいる。半年前、公園で孫が事故死し、その2日後に娘・凛子が焼身自殺している。

##### 第4話
真島マヤ〈8〉
演 - 鈴木梨央
雅史・真美の一人娘。青空第一小学校3年生。下校途中で飼い犬の"マヤ"と間違えられ誘拐される。黒井マヤと同様、ドSな性格で日常では女王様のような態度をとる。白金に「リトルマヤ」と言われる。かなり子供離れしており、犬塚たちに拉致された際も大の大人であるはずの2人を召使いの如く完全に服従させていた。
犬塚優一
演 - 近藤公園
二人組の誘拐犯の一人。真島家へマヤの身代金要求の電話をする。気の弱い性格。実は犬の言葉がわかる。
真島雅史
演 - 林泰文
マヤの父。飼い犬の名前もマヤ。
真島真美
演 - ちはる
マヤの母。
猫田
演 - 岡山天音
二人組の誘拐犯の一人。犬の"マヤ"を誘拐するはずが、間違えて娘の"マヤ"を誘拐してしまう。やはり気の弱い性格。
被害女性
演 - 志冬美
マンション「オリンピックプラザ」101号室で暴行被害にあう女性。
加害男性
演 - 小多田直樹
「オリンピックプラザ」101号室で傷害罪と器物損壊罪で現行犯逮捕される男性。
院長
演 - 武発史郎
「KONDOHどうぶつ病院」院長。
ベッキーの飼い主
演 - 松下恵
3日前から飼い犬のベッキーが迷子になっていたが、今朝戻って来た。
ポロリの飼い主
演 - ステファニー
飼い犬"ポロリ"を誘拐された被害者女性。
神崎学〈36〉
演 - 金時むすこ
弁天荘で暮らしている。10年前に少女誘拐未遂事件を起こした後、別件で未成年者略取及び誘拐未遂事件を起こして2か月前に出所した。今回の真島マヤ誘拐犯だと間違われる。
客
演 - 木下貴夫
「BARBER 代官山」の客。

##### 第5話
脇本司
演 - 柏原収史
新興IT企業「ネクストエッジ」社員。大隣の部下。大隣の昇進パーティーを取り仕切っていた。大隣の後任で部長になる予定だった。
大隣志郎
演 - ダイアモンド✡ユカイ
「ネクストエッジ」部長。専務就任パーティーの最中、アナフィラキシーショックを起こして急死する。
佐伯有美香
演 - 入山法子
大隣の昇進パーティーの料理を用意したケータリング業者「Kaito Bal」経営。実は開業の際、大隣から資金提供を受けていた。
有田サチ
演 - 赤間麻里子
「ネクストエッジ」社員。過去に大隣に仕事を奪われて出世しそこなっており、彼に恨みを持っている。
社員
演 - 泉川朱里
「ネクストエッジ」社員。

##### 第6話
水上香奈
演 - 森川葵
ヴィクトリア女学院 高校2年生。河東のクラスメイト。最近は学校を休みがちでカメラを持って出かける事が多い。痴漢容疑で逮捕された父の冤罪を信じており、安藤の後をつけて探っている。
安藤理恵
演 - 玄覺悠子
香奈が後をつけて写真を取っている相手。水上透に痴漢をされた被害者。香奈の父の裁判ではそれが切っ掛けで心的外傷後ストレス障害になったと言ったが、実は「見に覚えのない罪を認める男の姿」を見るのを快楽で楽しんでおり、マヤの証明によりその事実がばれ、さらに彼女の挑発で法廷内で大暴れしたことにより傷害罪で逮捕される。
自分は仕事が出来るのに、女だから認めてもらえず男に恨みがあった、と語るが、バイト先で皿を100枚割る、リンゴの皮を剥くのに30分もかかる、就職後も大事なプレゼン資料を削除してしまう、と数々の失態を繰り返していたことがマヤの証言で明らかになる。
水上透〈45〉
演 - おかやまはじめ
香奈の父。痴漢容疑で逮捕されている。
検察官
演 - 志村東吾
水上透被告の痴漢裁判の検事。
裁判長
演 - 山崎大輔
水上透被告の痴漢裁判の裁判長。
河東めぐみ〈17〉
演 - 恒松祐里
ヴィクトリア女学院 高校2年生。河川敷で遺体で発見される。バレエ教室のライバルを蹴落として役を得ようとするなど、ブラックスワンの一面があった。よく痴漢にあっており、痴漢を捕まえては駅員に突き出していた。
弁護士
演 - 水野智則
水上透の弁護人。
町田和典
演 - 日中泰景
河東に痴漢として捕まえられた痴漢加害者の会社員。
駅員
演 - 大月秀幸、森本のぶ
河東が痴漢を捕まえて突き出したお手柄女子高生だ、とマヤたちに話す駅員たち。
小松原てつこ
演 - 吉田羊（二役）
ヴィクトリア女学院の女性教師。生活指導主任。マヤの学生時代の恩師。不二子に瓜二つ。

##### 第7話
田宮ユウホウ
演 - 手塚とおる
UFO研究家。銀髪のマッシュルームカットに紫のロングジャケットがトレードマーク。
武藤祐貴
演 - 松嶋亮太
田宮のイベント後、楽屋口に田宮を訪ねてくる男。リサイクルショップ「MUTO」経営。以前は運送会社に勤めていた。
戸崎友一
演 - やべけんじ
5人目の行方不明者・金丸詩織〈26〉の婚約者。詩織が失踪したことよりも、結婚式のキャンセル料の心配をしている。
石永章〈55〉
演 - 高橋修
夜、犬の散歩をしている最中、洋服だけ残して失踪する8人目の被害者男性。
運送屋
演 - 中村祐樹
防犯カメラ映像を有栖川に見せる運送屋スタッフ。
MC
演 - 上田まりえ（日テレアナウンサー）
田宮が出演するテレビ番組のMC。

##### 第8話
草壁保孝
演 - 遠山俊也
10年前の爆弾事件で近藤が状況証拠だけで逮捕した男。当時は小学生向けの理科実験教室を開いていた。その後真犯人が見つかったが、逮捕された事で世間から白い目で見られるようになり、警察を恨んでいる。現在は産廃工場の作業員。近藤をとても恨んでいる。
小山田彰〈20〉
演 - 矢野聖人
神奈川理科大学3年生。草壁の元教え子。同級生に対するストーカーで警察から厳重注意を受け、大学を停学処分になり引きこもっている。
セガミマリエ
演 - 野崎萌香
神奈川理科大学3年生。小山田からストーカーされていた。
スタッフ
演 - 中島亜梨沙
5番目に爆弾騒ぎがあったパンケーキ屋「茶房はな」のスタッフ。
客
演 - 萩原莉映
3番目に爆弾騒ぎがあったハンバーグショップ「アルカサール」の行列に並ぶ客。横入りする客に文句を言う。
店員
演 - 三沢幸育
2番目に爆弾騒ぎがあったカレー屋「山麓」の店員。
横入り客
演 - 岩倉健伸
ハンバーグショップ「アルカサール」の行列に横入りして文句を言われる客。

##### 第9話
藤田〈29〉
演 - 金児憲史
おもちゃ会社「ギャラクシー・トイズ」の社長。
ざわちん
演 - 本人
緑の顔にメイクを施す。
海江田ちさと〈23〉
演 - 北浦愛
自宅で殺害された女性。地味で大人しい性格。生前は居酒屋、コンビニ、「ギャラクシー・トイズ」の工場でアルバイトをしていた。また、コスプレが趣味で、コスプレイベントでは有名で人気者だった。
墨田緑〈23〉
演 - 寉岡萌希
遺体の第一発見者。亡くなったちさとの小学生からの親友。ちさとからリストバンドを預かっていた。
新山仁
演 - 田村健太郎
コスプレイベントで写真撮影をしている男性。ちさとの部屋を度々訪ねていたのを目撃されている。
秘書
演 - 早乙女友里
藤田社長の秘書。
コスプレイヤー
演 - 陽向あゆみ、早瀬かな
ちさとは人気があり、他のレイヤーからやっかまれてトラブルになっていた、とマヤらに語る。
カメラ小僧
演 - 佐野憲彦、比佐仁
コスプレイベントで写真を撮る男性。

##### 第10話
本間豊〈58〉
演 - 佐戸井けん太
交番勤務の巡査部長。代官山の亡き父の古い友人。代官山を息子のように可愛がっていた。ある日、遺体で発見される。
赤沢久〈30〉
演 - 小林且弥（最終話）
5人組の自警団「川崎デイジーフラッグス」のリーダー。以前は法律家を目指していた。
榊礼子
演 - 青山倫子（最終話）
警察庁 警視正。不二子の同期。川崎青空署で取り調べを受ける赤沢を本庁に連れて行ってしまう。実は5年前に恋人が無差別殺傷事件に巻き込まれ亡くなっている。
貝藤孝
演 - 久保田悠来
「川崎デイジーフラッグス」メンバー。
スタッフ
演 - 加門良
マヤがお見合いをしたホテルのレストランスタッフ。食い逃げで富樫を警察に突き出そうとするが、赤沢に代金を建て替えるから見逃してやって欲しいと言われ承諾する。
高橋圭市〈35〉
演 - 松本実
本間殺害の被疑者。3年前、無差別傷害事件を起こし本間に逮捕されている。だが出所後、何かと世話を焼いてくれた本間に感謝している。
富樫護〈28〉
演 - 松浦祐也
食い逃げ犯。偶然現れた「川崎デイジーフラッグス」メンバーに助けられる。だが翌日、遺体で発見される。住所不定無職。無差別傷害事件の前科があり、最近出所したばかり。
西岡直輝
演 - 尾関伸嗣
マヤの見合い相手。外科医。
メンバー
演 - 福田望、髙野光希（役名：倉田）、出口哲也
「川崎デイジーフラッグス」メンバー。
西岡の母。
演 - 中島奏
息子の見合いに付き添う。

##### 最終話
東野清正
演 - 石黒賢
警察庁 審議官。榊の上司。警察庁のNo.3。マヤの父・黒井篤郎警視監を恨んでいる。

### スタッフ
- 原作 - 七尾与史『ドS刑事』シリーズ（幻冬舎）
- 脚本 - 川﨑いづみ、山岡真介、徳尾浩司
- 演出 - 中島悟、川村泰祐、松永洋一、山田信義
- 音楽 - Audio Highs
- 主題歌 - 関ジャニ∞「強く 強く 強く」（INFINITY RECORDS）[46]
- サウンドデザイン - 石井和之
- 美術デザイン - 高野雅裕、高橋太一
- フィギュア協力 - ダニー・チュー
- ファイティングコーディネート - 佐々木修平
- 警察監修 - 五頭田ケン（チーム五社）
- CG - 岡野正広、熱田健太郎
- チーフプロデューサー - 伊藤響
- プロデューサー - 森雅弘[8]、福井宏、野村敏哉（光和インターナショナル）
- 企画協力 - 鈴木光（光和インターナショナル）
- 制作協力 - 光和インターナショナル
- 制作著作 - 日本テレビ

### 放送日程
| 各章                                                          | 放送日  | サブタイトル                                                                 | 脚本                | 演出     | 視聴率 |
| ------------------------------------------------------------- | ------- | ---------------------------------------------------------------------------- | ------------------- | -------- | ------ |
| 第1話                                                         | 4月11日 | 攻撃系女子とピュア巡査バディの痛快ポリス・コメディー! 潜入捜査で女装しなさい | 川﨑いづみ          | 中島悟   | 12.7%  |
| 第2話                                                         | 4月18日 | 連続放火殺人! だけど合コンに潜入しなさい!? 爆走ポリス・コメディ!             | 川﨑いづみ          | 中島悟   | 08.0%  |
| 第3話                                                         | 4月25日 | 恐怖の連続放火にマヤの怒り爆発! 恨みの連鎖の謎を解く涙のドＳ攻撃!            | 川﨑いづみ          | 中島悟   | 11.0%  |
| 第4話                                                         | 5月02日 | 囚われの少女人を見下す金持ちを斬れ! 幕末最強タッグが乙女の純愛を守る         | 川﨑いづみ          | 川村泰祐 | 09.0%  |
| 第5話                                                         | 5月09日 | サプライズパーティ殺人事件! マヤも逆上・横暴上司に復讐したのは誰だ           | 山岡真介 川﨑いづみ | 松永洋一 | 11.1%  |
| 第6話                                                         | 5月16日 | 女子高生殺人に仕組まれた罠にマヤ怒りの法廷乱入! もう女装はイヤです           | 川﨑いづみ          | 川村泰祐 | 10.1%  |
| 第7話                                                         | 5月23日 | 代官さまがエイリアンに誘拐? マヤ大激怒・インチキUFOを撃ち落とせ              | 徳尾浩司 川﨑いづみ | 中島悟   | 07.2%  |
| 第8話                                                         | 5月30日 | 卑劣な連続爆弾魔を追え! 恩師への裏切りは許さない人情刑事の涙の理由           | 川﨑いづみ          | 松永洋一 | 07.2%  |
| 第9話                                                         | 6月06日 | コスプレ少女の悲しい叫び・孤独な心につけ込む犯罪に怒りのムチ炸裂！           | 川﨑いづみ          | 中島悟   | 08.8%  |
| 第10話                                                        | 6月13日 | え! マヤがお見合い!? ついに最終章へ・連続殺人の魔の手が代官山家に!           | 川﨑いづみ          | 山田信義 | 08.4%  |
| 最終話                                                        | 6月20日 | 最大の敵がマヤを監禁大ピンチ! 最後のバッカじゃないの                         | 川﨑いづみ          | 中島悟   | 08.8%  |
| 平均視聴率 9.3%（視聴率はビデオリサーチ調べ、関東地区・世帯） |         |                                                                              |                     |          |        |

| 日本テレビ 土曜ドラマ                      | 日本テレビ 土曜ドラマ               | 日本テレビ 土曜ドラマ                    |
| 前番組                                     | 番組名                              | 次番組                                   |
| ------------------------------------------ | ----------------------------------- | ---------------------------------------- |
| 学校のカイダン （2015年1月10日 - 3月14日） | ドS刑事 （2015年4月11日 - 6月20日） | ど根性ガエル （2015年7月11日 - 9月19日） |